# Portorož
Portorož (italsky Portorose) je slovinské sídlo městského typu na pobřeží Jaderského moře. Je administrativní součástí Piranu. Název místa doslovně znamená "Přístav růží".

## Obyvatelstvo
Podle oficiálních údajů EUROSTAT k 1. lednu roku 2020 žilo v místě 2866 obyvatel. Sídlo je oficiálně dvojjazyčné, slovinsko-italské.

## Podnebí
Podnebí je mírné přímořské. Jelikož Portorož není tak dobře chráněná před bórou, je tu v zimě překvapivě vysoký počet dnů s teplotami pod bodem mrazu. Teplota je také asi o 2 °C nižší než v okolí, zvláště noci jsou chladné. Naproti tomu léto je zde teplejší a sušší, s průměrným počtem 2443 hodin slunečního svitu. Srpnová průměrná teplota se pohybuje okolo 23 °C.

## Historie

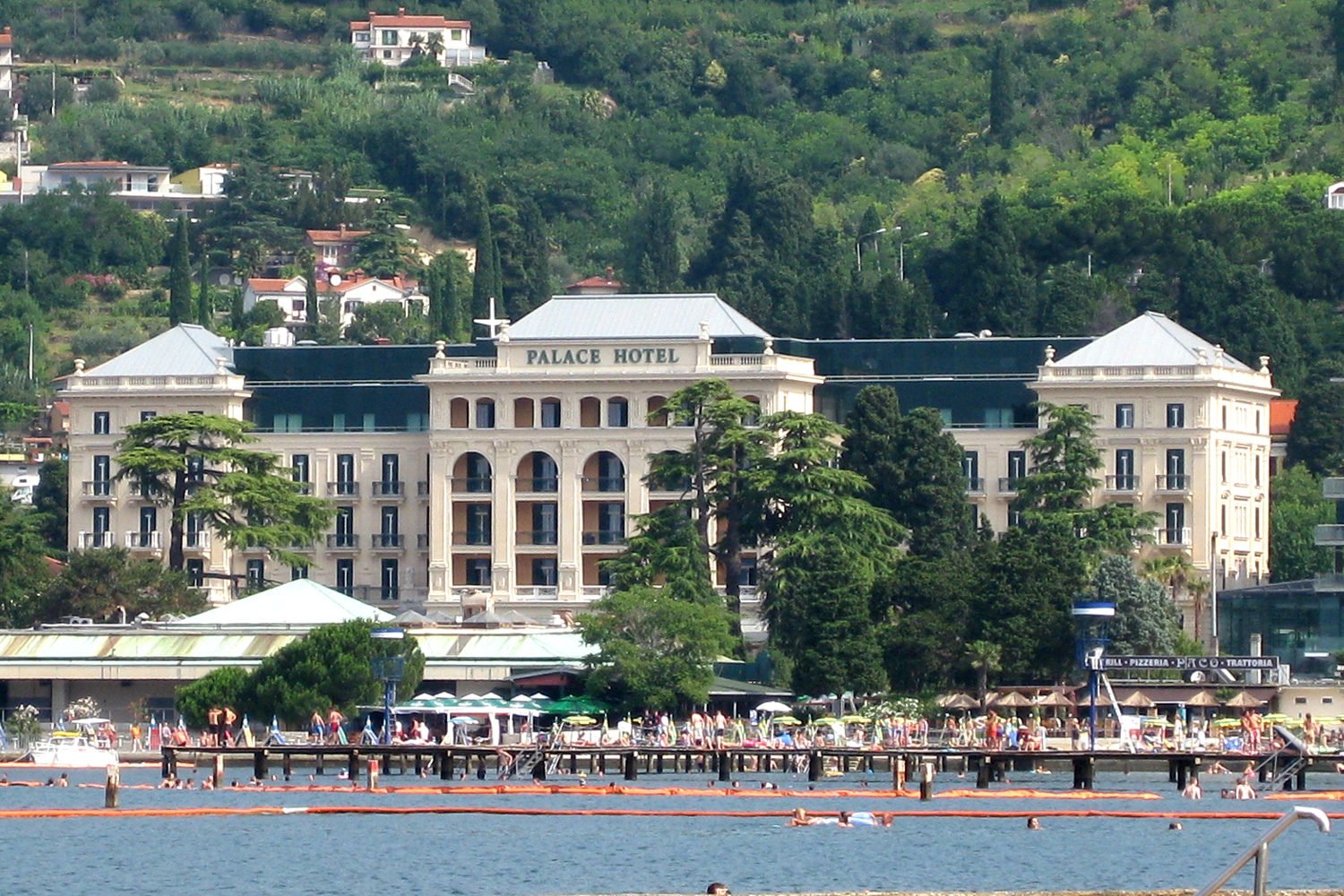
Palace Hotel Kempiński (1910)

Archeologické nálezy prokazují, že místo bylo osídlené už v dobách Římské říše. Po jejím pádu náleželo v letech 538 až 589 k Byzantské říši a dostalo se pod vliv Akvilejského patriarchátu. Od roku 568 však trpělo nájezdy Langobardů, Germánů a Slovanů, takže se celá oblast v 7. století vylidnila. K novému osídlení došlo ve středověku od 13. století, kdy byl v lokalitě zvané Záliv svatého Vavřince založen klášter benediktinů s kostelem Panny Marie růžencové (Santa Maria Rosa) z roku 1251, podle kterého bylo sídlo latinsky nazýváno Portus Sanctae Mariae de Rosae, zkráceně italsky Portorosa. Roku 1380 obsadily záliv lodě admirála Carla Zena a benátský dóže Enrico Dandolo sídlo přičlenil k Benátské republice. Do 19. století byla Portorož malou vesnicí, kterou obývali hlavně rybáři a těžaři soli. V roce 1879 zde italský lékař balneolog Giovanni Lugnano návštěvníkůlm nabídl první solné lázně s koncentrovanou slanou vodou a se slaným bahnem. Toto období dějin připomíná Solné muzeum. V roce 1891 byly pro lázně založeny první zděné stavby . Centrální historická stavba Palace Hotel Kempiński byla postavena roku 1910, první kasino otevřeno v roce 1913.
K největšímu rozmachu turistického ruchu došlo v období Jugoslávie v 60. a 70. letech 20. století, kdy byly vybudovány hotelové komplexy Bernardin, Emona a Metropol.
Do Portorože se na sklonku života uchýlil český režisér František Čáp, donucený po roce 1948 k emigraci. Zde také roku 1972 zemřel.

## Současnost

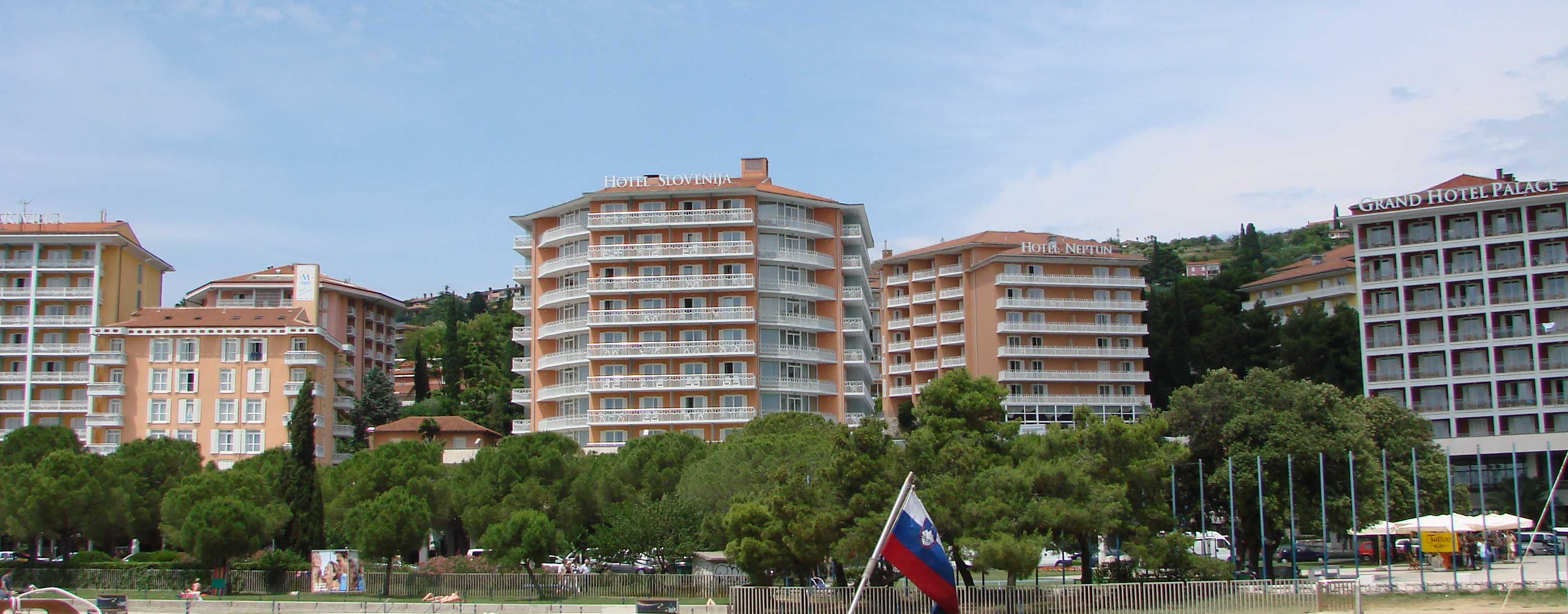
Hotelový komplex na pobřeží

Město žije především v létě turismem. Vybudováno bylo jako lázeňské sídlo, dnes těží ze své polohy na pobřeží. Jsou zde herny, kasina a hotely, mořská pláž, přístav a mnohá sportovní zařízení.
V nedalekém Sečovlje je mezinárodní letiště Portorož.

## Školství a kultura
- Mezinárodní Středomořská univerzita (Evro-sredozemska univerza), založená v červnu 2008 – jediná soukromá mezinárodní univerzita ve Slovinsku.
- Festival slovinského filmu (Festival slovenskega filma) - koná se každoročně
- Bienále současného umění - koná se od roku 1961; kdy umělci tvoří svá díla před publikem. Stálá výstava Forma viva pod širým nebem je v blízkém místě Seča.

## Sport
Kromě tradice vodních sportů Portorož každoročně hostí mezinárodní tenisový turnaj Slovenia Open, jehož první část organizuje ATP v červenci a druhou pořádá WTA v září.